# Raffadali
Raffadali es un municipio italiano situado en el consorcio municipal libre de Agrigento, en Sicilia. Tiene una población estimada, a fines de agosto de 2024, de 11 826 habitantes.

## Evolución demográfica
| Gráfica de evolución demográfica de Raffadali entre 1861 y 2024 |
|                                                                 |
| Fuente: ISTAT - Elaboración gráfica de Wikipedia                |